# Георг I (Саксония-Майнинген)
Георг I Фридрих Карл фон Саксония-Майнинген (на немски: Georg I Friedrich Karl Herzog von Sachsen-Meiningen, „der erste Diener des Staates“; * 4 февруари 1761, Франкфурт на Майн; † 24 декември 1803, Майнинген) от ернестинската линия на Ветините, е от 1782 до 1803 г. херцог на Саксония-Майнинген. Той се грижи за училищната система, селското и горското стопанство и сам се нарича „първият служител на държавата“.

## Живот
Той е най-малкият син на херцог Антон Улрих фон Саксония-Майнинген (1687 – 1763) и втората му съпруга принцеса Шарлота Амалия фон Хесен-Филипстал (1730 – 1801), дъщеря на ландграф Карл I фон Хесен-Филипстал и херцогиня Каролина Кристина фон Саксония-Айзенах.
След смъртта на баща му през 1763 г. майка му Шарлота Амалия се мести в Майнинген и поема регентството до 1779 г. за синовете си. След това Георг управлява заедно с по-големия си брат Карл Вилхелм (1754 – 1782) до неговата смърт през 1782 г. Георг е член на масонската ложа Charlotte zu den drei Nelken.
Георг I се жени на 27 ноември 1782 г. в Лангенбург за принцеса Луиза Елеонора фон Хоенлое-Лангенбург (1763 – 1837), дъщеря на княз Кристиан Албрехт фон Хоенлое-Лангенбург (1726 – 1789).
Както брат му Карл Вилхелм, Георг I е с лабилно здраве и умира на 42 години в Майнинген на 24 декември 1803 г.

## Деца
Георг I и Луиза Елеонора имат децата:
- Аделхайд (1792 – 1849), омъжена 1818 г. за Вилхелм IV (1765 – 1837), бъдещ крал на Великобритания, крал на Хановер
- Ида (1794 – 1852), омъжена 1816 г. за принц Карл Бернхард фон Саксония-Ваймар-Айзенах (1792 – 1862)
- дъщеря (*/† 1796)
- Бернхард II (1800 – 1882), херцог на Саксония-Майнинген, женен 1825 г. за принцеса Мария Фридерика фон Хесен-Касел (1804 – 1888), дъщеря на курфюрст Вилхелм II